# Funisciurus anerythrus
Funisciurus anerythrus is een zoogdier uit de familie van de eekhoorns (Sciuridae). De wetenschappelijke naam van de soort werd voor het eerst geldig gepubliceerd door Thomas in 1890.